# Wilford Scypion
Wilford Scypion (18 de julio de 1958 - 27 de febrero de 2014) fue un boxeador estadounidense.

## Carrera
En su carrera amateur Scypion fue en 1978 el campeón nacional de Golden Gloves en peso mediano. Ya profesionalmente, en febrero de 1983 venció a Frank Fletcher por puntos luego de doce asaltos para obtener el título mediano regional de la USBA. Esta victoria le dio una oportunidad de pelear por el título mundial frente a Marvin Hagler, campeón indiscutido de la categoría en ese momento. La pelea se disputó el 27 de mayo en Providence y fue transmitida por HBO. Scypion fue noqueado en el cuarto round y Hagler continuó siendo el campeón de la WBA, WBC e IBF. Tras retirarse del boxeo, murió el 27 de febrero de 2014 tras complicaciones de la neumonía.

## Récord profesional
| 32 ganadas (24 KO), 9 perdidas (5 KO) «Wilford Scypion record». BoxRec.com. Archivado desde el original el 26 de abril de 2015. Consultado el 2 de marzo de 2016. |         |                             |      |       |            |                                                                      |                                                                                         |
| Resultado | Record  | Oponente                    | Tipo | Round | Fecha      | Lugar                                                                | Notas                                                                                   |
| D | 9-0     | Billy Wayne Lewis           | KO   | 2     | 31/01/1991 | Bayfront Auditorium, Pensacola, Florida, Estados Unidos              | Scypion fue noqueado a los 0:26 del segundo round.                                      |
| G | 1-0     | James "The Soup" Campbell   | PTS  | 6     | 10/10/1990 | Lake Charles, Luisiana, Estados Unidos                               |                                                                                         |
| G | 0-1     | Robert "Gang" Green         | KO   | 4     | 17/07/1990 | Lake Charles, Luisiana, Estados Unidos                               | Green fue noqueado al 1:51 del cuarto round.                                            |
| G | 0-1     | James Tarver                | KO   | 1     | 27/04/1990 | Rayne, Luisiana, Estados Unidos                                      |                                                                                         |
| D | 15-3    | Iran Barkley                | KO   | 8     | 01/11/1985 | Felt Forum, Nueva York, Estados Unidos                               | Scypion fue noqueado a los 2:59 del octavo round.                                       |
| D | 21-5-1  | Dwight "Tiger" Walker       | UD   | 10    | 17/09/1985 | Tropicana Hotel & Casino, Atlantic City, New Jersey, Estados Unidos  | 3-6, 4-6, 3-7.                                                                          |
| G | 14-4-1  | Tyler Dupuy                 | UD   | 8     | 14/05/1985 | Beaumont, Texas, Estados Unidos                                      |                                                                                         |
| D | 43-12-1 | Murray Sutherland           | TKO  | 12    | 08/12/1984 | Arizona Veterans Memorial Coliseum, Phoenix, Arizona, Estados Unidos | Título IBF USBA Super Mediano. El árbitro paró la pelea a los 0:30 del duodécimo round. |
| G | 2-43-5  | Mauricio Hernández da Cruz  | TKO  | 4     | 03/11/1984 | Midtown Neighborhood Center, Kingston, New York, Estados Unidos      | El árbitro paró la pelea a los 0:29 del cuarto round.                                   |
| G | 7-9     | Doug Holiman                | TKO  | 8     | 29/09/1984 | Sullivan Arena, Anchorage, Alaska, Estados Unidos                    |                                                                                         |
| D | 10-3    | Leroy Hester                | TKO  | 10    | 05/08/1983 | Beaumont Civic Center, Beaumont, Texas, Estados Unidos               | El árbitro paró la pelea a los 0:45 del décimo round.                                   |
| D | 56-2-2  | Marvelous Marvin Hagler     | KO   | 4     | 27/05/1983 | Providence Civic Center, Providence, Rhode Island, Estados Unidos    | Título mediano de la IBF. Scypion fue noqueado a los 2:47 del cuarto round.             |
| G | 16-2-1  | Frank "The Animal" Fletcher | UD   | 12    | 13/02/1983 | Sands Atlantic City, Atlantic City, New Jersey, Estados Unidos       | Título mediano USBA IBF.                                                                |
| G | 10-1    | Bobby West                  | TKO  | 5     | 14/12/1982 | Gilley's Club, Pasadena, Texas, Estados Unidos                       |                                                                                         |
| G | 13-4    | Irving "Suitcase" Hines     | PTS  | 10    | 16/09/1982 | Port Arthur, Texas, Estados Unidos                                   |                                                                                         |
| G | 2-7-2   | Jose Mireles                | TKO  | 2     | 06/08/1982 | Houston, Texas, Estados Unidos                                       |                                                                                         |
| G | 18-0    | Mark Frazie                 | UD   | 10    | 11/07/1982 | Oasis Ballroom, Tampa, Florida, Estados Unidos                       |                                                                                         |
| D | 11-1    | James "Hard Rock" Green     | PTS  | 10    | 14/03/1982 | Atlantic City, New Jersey, Estados Unidos                            |                                                                                         |
| G | 3-1     | Siaosi George Tanoa         | UD   | 10    | 28/11/1981 | Caesars Tahoe, Stateline, Nevada, Estados Unidos                     | 99-91, 96-94, 98-92.                                                                    |
| D | 29-1    | Dwight Davison              | PTS  | 10    | 08/08/1981 | Kiamesha Lake, New York, Estados Unidos                              |                                                                                         |
| G | 17-2    | Curtis Parker               | PTS  | 10    | 03/05/1981 | Brighton Hotel, Atlantic City, New Jersey, Estados Unidos            |                                                                                         |
| G | 4-4     | Willie Ray Taylor           | KO   | 5     | 13/12/1980 | Jai Alai Fronton, Miami, Florida, Estados Unidos                     |                                                                                         |
| G | 11-8-1  | Mike Herron                 | TKO  | 4     | 24/10/1980 | Nassau Coliseum, Uniondale, New York, Estados Unidos                 |                                                                                         |
| G | 7-17-1  | Fermin Guzman               | TKO  | 8     | 02/10/1980 | Long Island Arena, Commack, New York, Estados Unidos                 |                                                                                         |
| D | 27-1-2  | Mustafa Hamsho              | DQ   | 10    | 15/06/1980 | Clarkston (Míchigan), Estados Unidos                                 |                                                                                         |
| G | 14-13-2 | Bob "The Hunter" Patterson  | TKO  | 6     | 25/05/1980 | Boardwalk Hall, Atlantic City, New Jersey, Estados Unidos            |                                                                                         |
| G | 10-2-1  | Jerome "Silky" Jackson      | UD   | 8     | 23/02/1980 | Resorts Atlantic City, Atlantic City, New Jersey, Estados Unidos     |                                                                                         |
| G | 3-3     | Norris McKinney             | KO   | 3     | 09/01/1980 | Beaumont Civic Center, Beaumont, Texas, Estados Unidos               | McKinney fue noqueado a los 2:47 del tercer round.                                      |
| G | 16-6-2  | Willie "Macho" Classen      | KO   | 10    | 23/11/1979 | Felt Forum, New York City, Estados Unidos                            | Classen murió tras la lesiones recibidas en la pelea.                                   |
| G | 1-10-1  | Manuel "Manny" Torres       | KO   | 2     | 10/10/1979 | Beaumont Civic Center, Beaumont, Texas, Estados Unidos               |                                                                                         |
| G | --      | Jose Gamez                  | KO   | 6     | 14/09/1979 | Houston Summit, Houston, Texas, Estados Unidos                       |                                                                                         |
| G | 2-3     | German Marquez              | KO   | 2     | 15/08/1979 | Beaumont Civic Center, Beaumont, Texas, Estados Unidos               |                                                                                         |
| G | 5-6-1   | Arnell Thomas               | KO   | 2     | 26/06/1979 | Beaumont Civic Center, Beaumont, Texas, Estados Unidos               |                                                                                         |
| G | 8-1-1   | Jesse "The Body" Edwards    | KO   | 2     | 22/05/1979 | Beaumont, Texas, Estados Unidos                                      |                                                                                         |
| G | 15-14   | Johnny Heard                | KO   | 2     | 10/04/1979 | Beaumont Civic Center, Beaumont, Texas, Estados Unidos               |                                                                                         |
| G | 11-2    | Fred "Thump" Johnson        | KO   | 8     | 16/01/1979 | Houston, Texas, Estados Unidos                                       |                                                                                         |
| G | 1-2-2   | Miguel "Cherry" García      | TKO  | 4     | 28/11/1978 | Houston, Texas, Estados Unidos                                       |                                                                                         |
| G | 2-1     | Oscar Rios                  | KO   | 1     | 12/10/1978 | Pasadena, Texas, Estados Unidos                                      |                                                                                         |
| G | --      | Carlos Terrazas             | KO   | 2     | 19/09/1978 | Houston, Texas, Estados Unidos                                       |                                                                                         |
| G | 11-2-1  | Calvin Todd                 | KO   | 4     | 15/08/1978 | Houston, Texas, Estados Unidos                                       |                                                                                         |
| G | 8-23-1  | Dennis Haggerty             | KO   | 1     | 18/07/1978 | Houston, Texas, Estados Unidos                                       |                                                                                         |